# Gazela-girafa
A gazela-girafa (Litocranius walleri) é um antílope encontrado em regiões áridas da África. Tal espécie possui pescoço muito longo e fino, que lembra o das girafas.